# بندیکته هنسن
بندیکته هنسن (دانمارکی: Benedikte Hansen؛ زادهٔ ۲۴ سپتامبر ۱۹۵۸) بازیگر و صداپیشه اهل دانمارک است.
از فیلم‌ها یا سریال‌های که وی در آن نقش داشته‌است، می‌توان به کوتاه و بلند، وثیقه و واحد سیار اشاره کرد.